# Микільське (Запорізький район)
Микі́льське — село в Україні, Запорізькому районі Запорізької області. Входить до складу Михайло-Лукашівської сільської громади.
Площа села — 51,2 га. Кількість дворів — 41, кількість населення на 01.01.2007 р. — 94 чол.

## Географія
Село Микільськ знаходиться на правому березі річки Мокра Московка, нижче за течією на відстані 1 км розташоване село Веселівське, на протилежному березі — село Адріанівка.
Село розташоване за 14 км від міста Вільнянськ, за 46 км від обласного центра.
Найближча залізнична станція — Вільнянськ — знаходиться за 14 км від села.

## Історія
Село Микільське виникло на початку XIX ст. на землях поміщика Миколи Івановича Рудя. У селі була земська школа
7 (20) листопада 1917 року, відповідно до Третього Універсалу Української Центральної Ради, увійшло до складу Української Народної Республіки.
Внаслідок поразки Перших визвольних змагань село надовго окуповане більшовицькими загарбниками.
В 1923 р. була організована Микільська сільська рада, на початку 1930-х років — колгосп «Шлях майбутнього», який в повоєнні роки увійшов до складу колгоспу ім. Щорса.
В 1932-1933 селяни пережили сталінський геноцид.
З 24 серпня 1991 року село входить до складу незалежної України.
12 червня 2020 року, відповідно до розпорядження Кабінету Міністрів України № 713-р «Про визначення адміністративних центрів та затвердження територій територіальних громад Запорізької області», село увійшло до складу Михайло-Лукашівської сільської громади.
19 липня 2020 року, в результаті адміністративно-територіальної реформи та ліквідації Вільнянського району, село увійшло до складу новоутвореного Запорізького району.

## Сьогодення
Нині в с. Микільському працюють ПП «Аист», СВК «Вільнянськ».

## Відомі люди
- Мащенко Іван Гаврилович (нар. 1938) — український тележурналіст, академік Телевізійної академії України.